# 广告旗

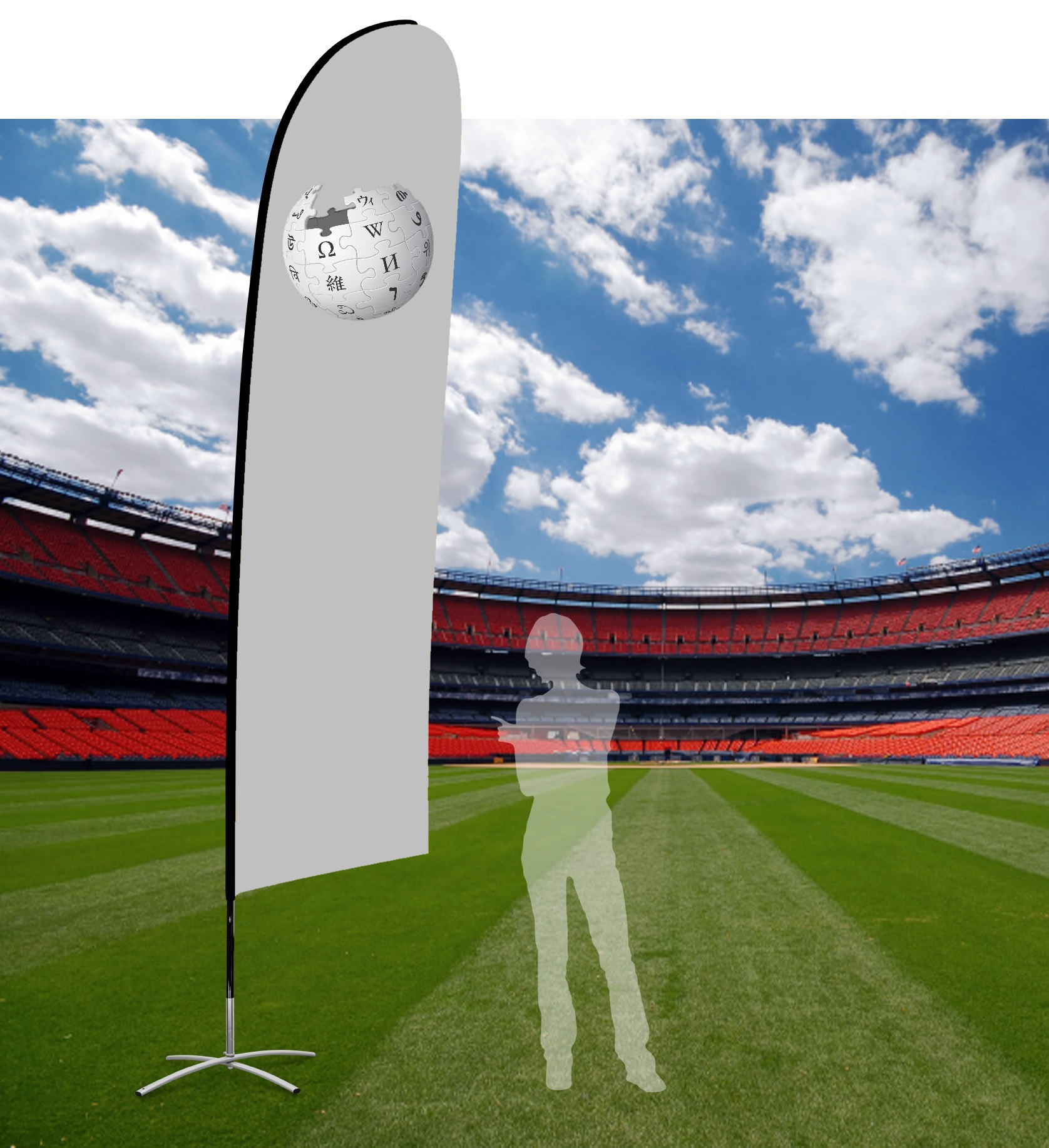
广告旗样本

广告旗、宣传旗、沙滩旗、风旗或展会旗是商店、企业、团体等在户外或展场使用的广告宣传工具，形状为纵长形并有不同的样式，根据其样式也可以称为注水旗、吊旗、道旗、灯杠旗、刀旗、水滴旗、羽毛旗等。 广告旗可以使用在节日庆典、体育比赛、商业广告、展览、竞选等户外活动，旗子可以印制单面或双面图案，使用鲜明的颜色和设计吸引路人的目光。广告旗的布料通常使用防水、防风的材料制成，并且使用长杠和支架固定，让旗子可以随风飘动却不会卷起。

## 样式

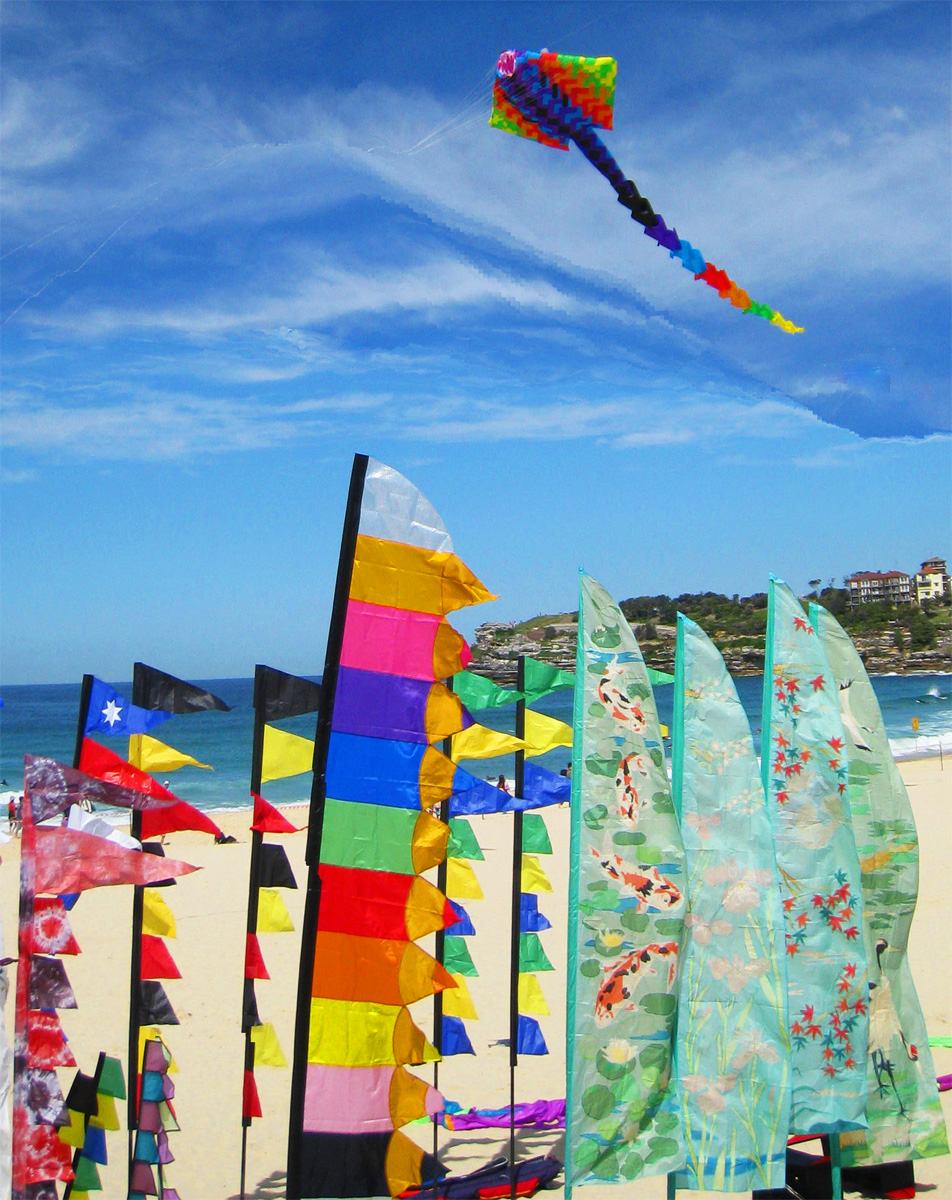
沙滩旗
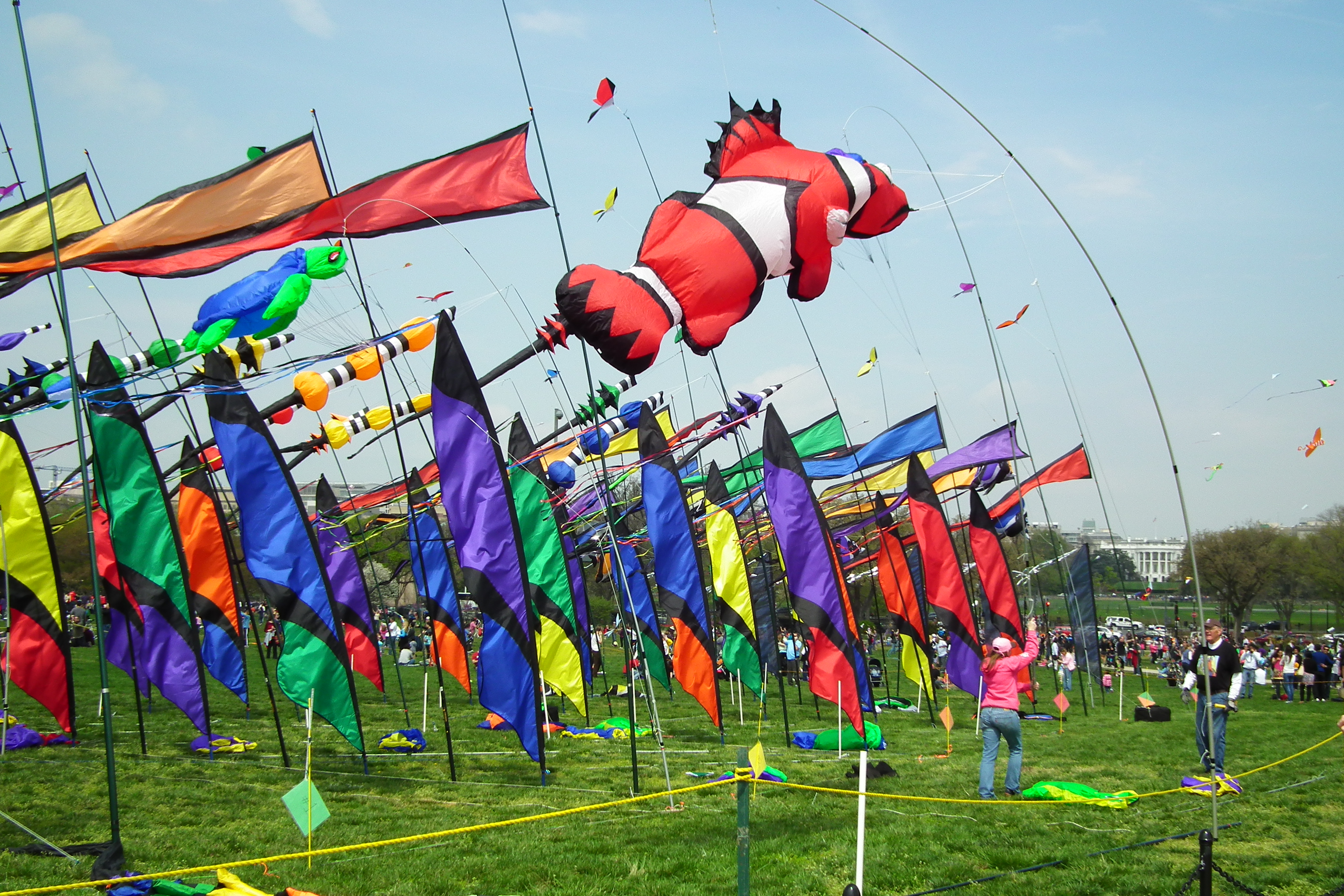
风旗
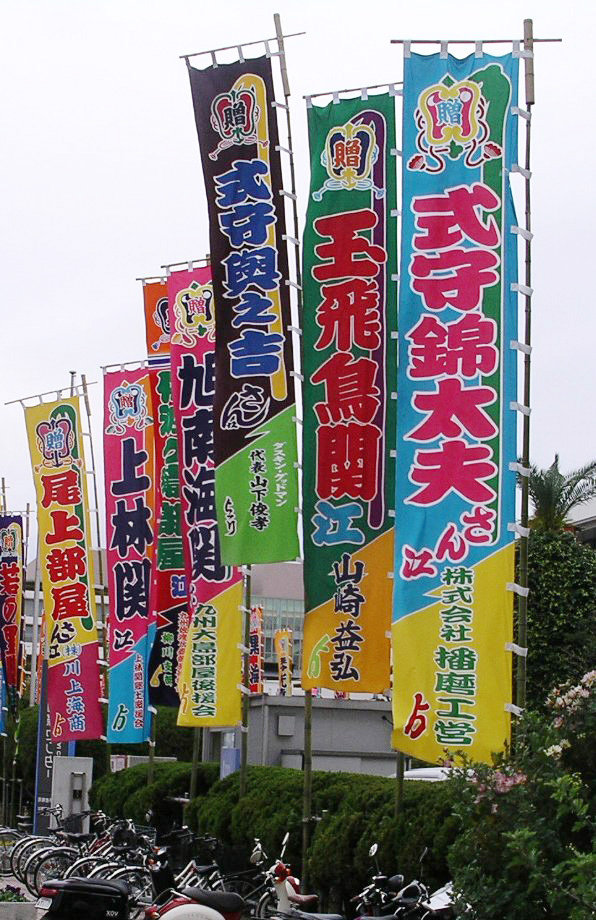
日本帜旗样式的宣传旗
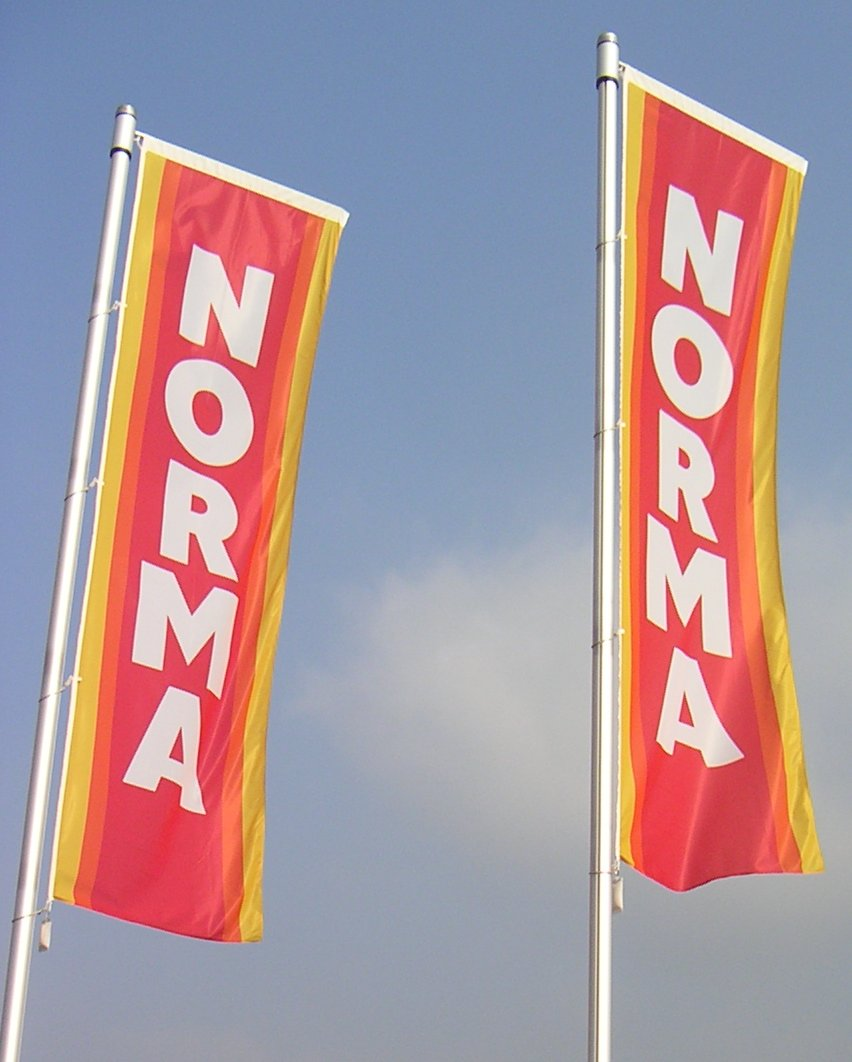
长方形的广告旗
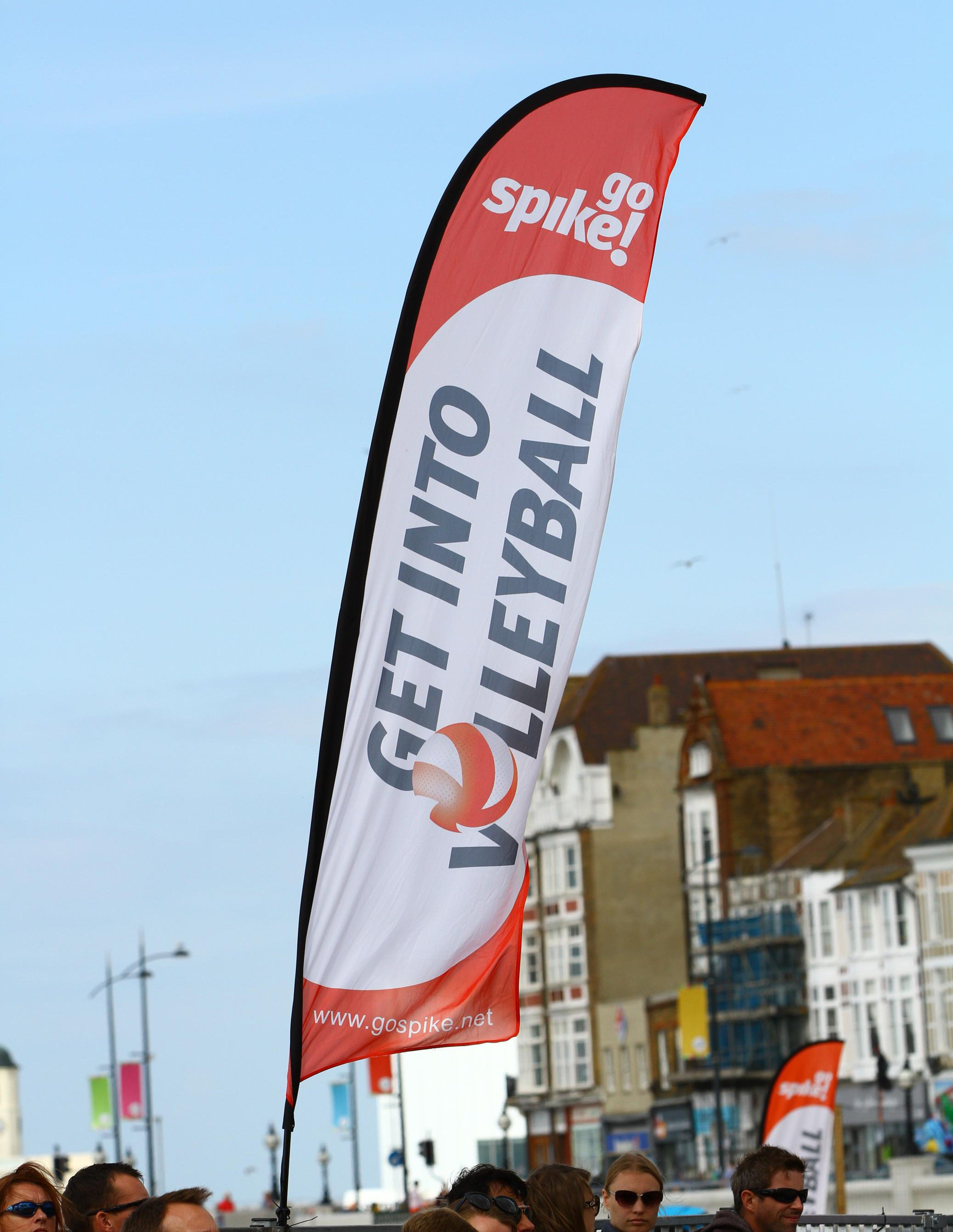
弧形的刀旗
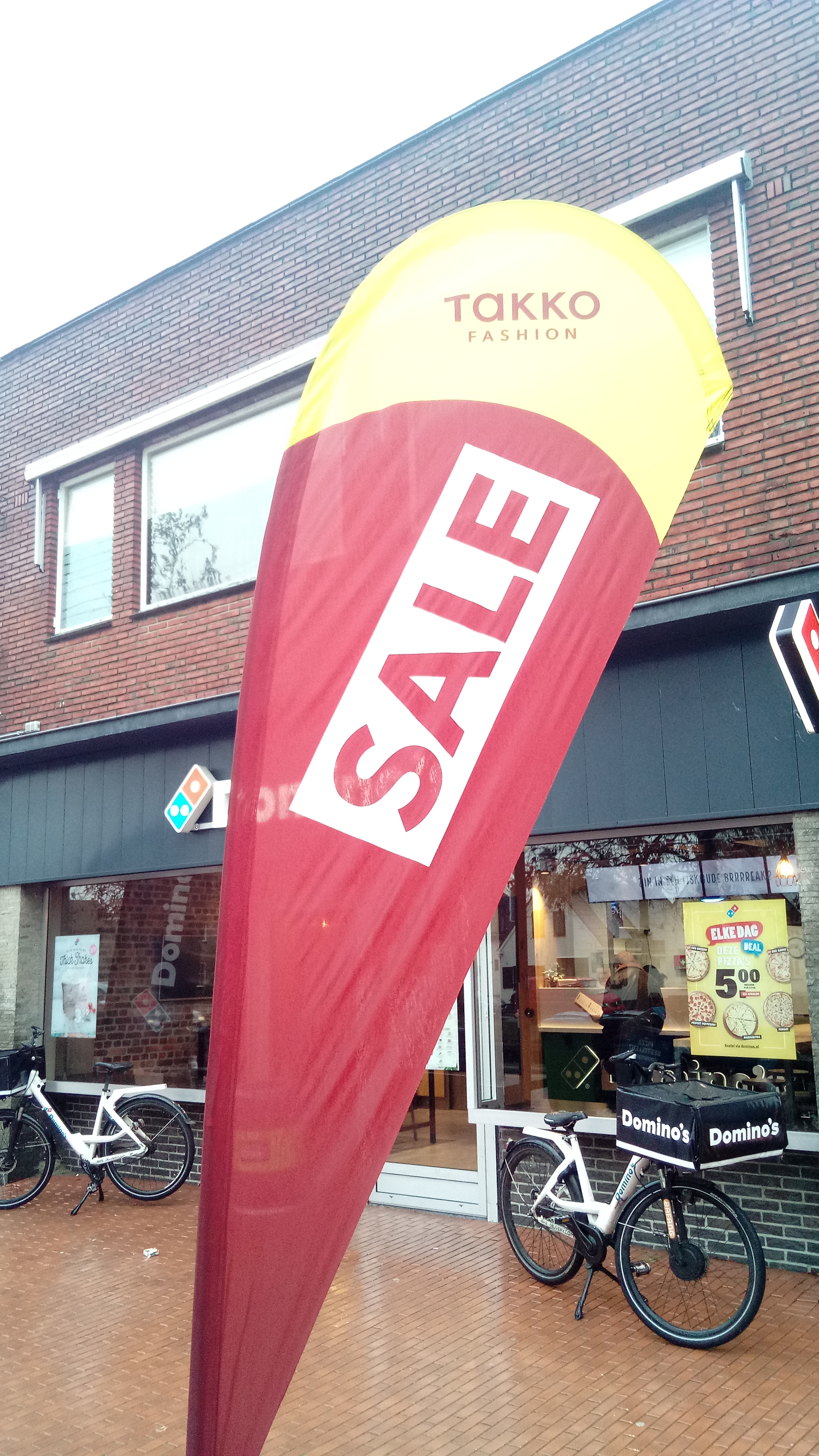
水滴形的水滴旗
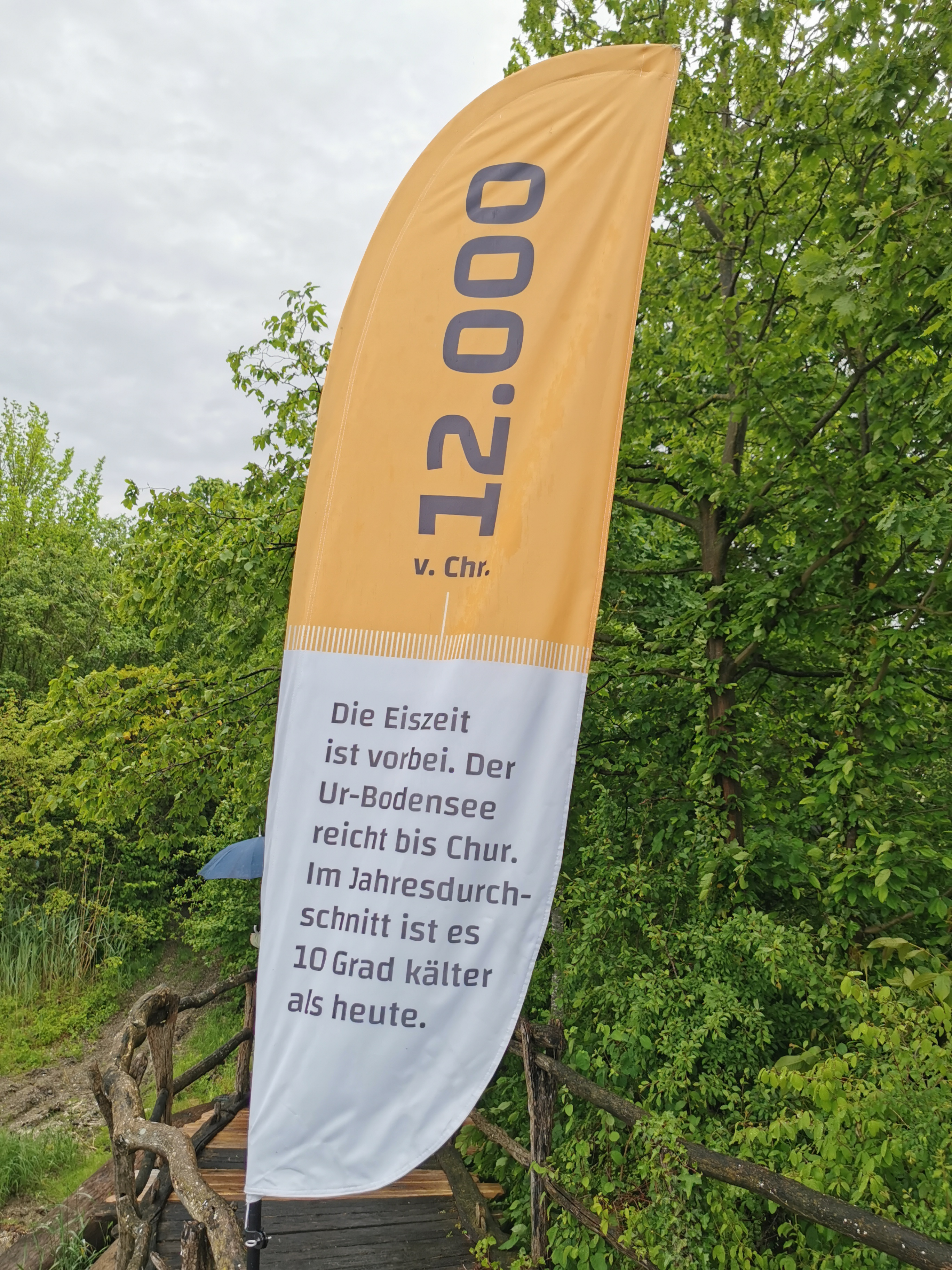
羽形的羽毛旗
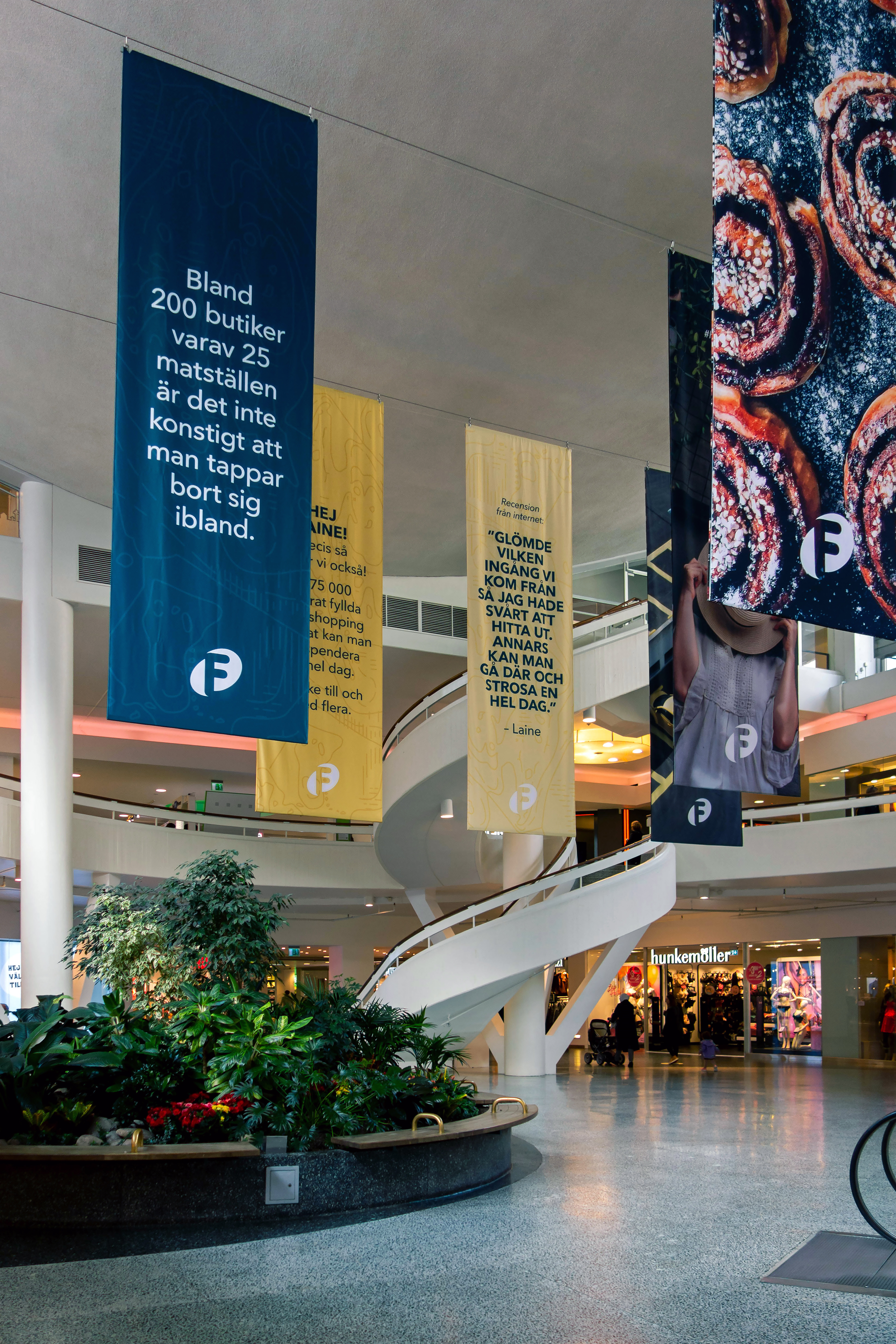
室内的吊旗
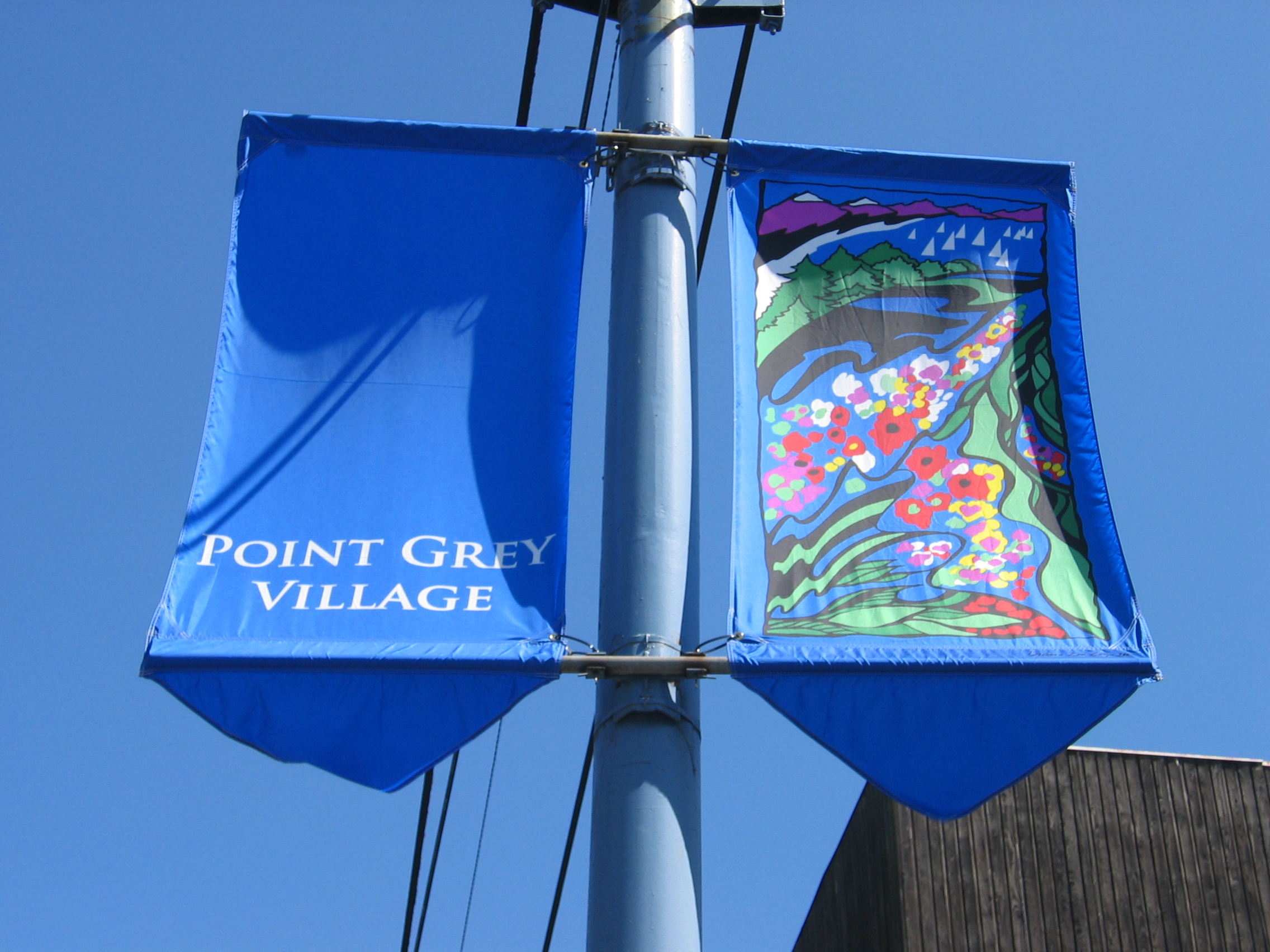
街道的灯杠旗